# Dieter Lumpen
Dieter Lumpen es un personaje de historieta argentina de aventuras con guion de Jorge Zentner y dibujos de Rubén Pellejero para la revista Cairo, que la publicó a partir de 1985.
Dieter Lumpen es un típico antihéroe, característico de los cómics de aventuras de la época, con ciertas influencias del personaje de Hugo Pratt Corto Maltés. No sirve a ninguna causa, ni tiene un objetivo claro en la vida, sino que se deja enredar, a regañadientes, en las aventuras que le salen al paso. Los escenarios de sus andanzas son países exóticos (Turquía, Israel, India).

## Las aventuras de Dieter Lumpen

### Relatos cortos
En 1985 se publican cuatro historias, de las cuales las tres primeras en blanco y negro.
- "Un puñal en Estambul" (Cairo, nº31).

- "Juegos de azar" (Cairo, nº32).

- "Bomba de tiempo" (Cairo, nº33).

- "La voz del maestro" (Cairo, nº35) (primera historieta en color).

En 1986, otras cuatro historias, todas en color.
- "Cuestión de piel" (Cairo, nº39).

- "El malo de la película" (Cairo, nº40).

- "Los pecados de Cupido" (Cairo, nº43).

- "Boca Dourada" (Cairo, nº45).

Todas las historias cortas se recopilaron, en color, en dos álbumes publicados por Norma Editorial, titulados Las aventuras de Dieter Lumpen y Un puñal en Estambul. También fueron publicadas por Norma en la colección Comic Extra Color, N.º 59 y 31, respectivamente

### Historias extensas
- 1987 - Enemigos comunes (revista Cimoc, ns. 72-75). (Cimoc Extra Color N.º 46)

- 1989 - Caribe (Cimoc, ns. 93-97). (Cimoc Extra Color N.º 65)

- 1995 - El precio de Caronte (revista Top Comics, ns. 5-10).

Los dos primeros fueron publicados como álbumes, con los mismos títulos, por Norma Editorial. El precio de Caronte nunca fue editado en álbum, aunque sí se recogió en la publicación en formato comic-book que hizo, entre 1997 y 1998, la editorial Planeta DeAgostini, única edición completa en España de las aventuras de Dieter Lumpen hasta que Astiberri Ediciones (España) publicó un volumen integral en marzo de 2014, del que se vendieron derechos en Alemania (Finix) y Francia (Mosquito) para su publicación a lo largo de ese mismo año.